# Тахере Мафи
Тахере Мафи (на английски: Tahereh Mafi) е американска писателка на бестселъри в жанра фентъзи и любовен роман.

## Биография и творчество
Тахере Мафи е родена на 9 ноември 1988 г. в Кънектикът, САЩ. Родителите ѝ са имигранти от Иран. Има 4 по-големи братя. От малка чете много и мечтае да бъде писателка.
Завършва университетската гимназия в Ървайн, Калифорния. После завършва Университета за либерални изкуства „Сока“ в Алисо Виехо. Специализира за един семестър в Университета на Барселона. Говори 8 езика.
Пише 5 ръкописа, които са отхвърлени от издателствата.
През 2011 г. е издаден първият ѝ дистопичен роман „Разбий ме“ от поредицата „Хрониките на Джулиет“. Главната героиня 17-годишната Джулиет има смъртоносна дарба, който я докосне умира. Уорнър, ръководителят на Възобновителите, иска да се възползва от дарбата ѝ, други също. Ще може ли тя да се измъкне към Пункт Омега на бунтовниците и да запази любовта си към Адам? Романите от основната сюжетна линия са допълнени от други романи, в които историята е разказана през погледа на другите главни герои.
През 2013 г. се омъжва за писателя Рансъм Ригс. На 30 юни 2017 г. те имат дъщеря, Лейла
Тахере Мафи живее със семейството си в Ървайн, Калифорния.

## Произведения

### Серия „Хрониките на Джулиет“ (Shatter Me)
1. Shatter Me (2011)
Разбий ме, изд.: „Егмонт България“, София (2015), прев. Цветелина Тенекеджиева
2. Unravel Me (2013)
Разнищи ме, изд.: „Егмонт България“, София (2015), прев. Цветелина Тенекеджиева
3. Ignite Me (2014)
Възпламени ме, изд.: „Егмонт България“, София (2015), прев. Цветелина Тенекеджиева
4. Restore Me (2018)
Възстанови ме, изд.: „Егмонт България“, София (2018), прев. Вера Чубар
5. Defy Me (2019)
6. Imagine Me (2020)

#### Съпътстващи издания
- Destroy Me (2012) – новела, разказваща историята на „Разбий ме“ от гледната точка на Уорнър
- Fracture Me (2013) – новела, разказваща историята на „Разнищи ме“ от гледната точка на Адам
  - Unite Me (2014) – комбинирано издание, съдържащо новелите Destroy Me и Fracture Me

- Shadow Me (2019) – новела, разказваща историята на „Възстанови ме“ от гледната точка на Кенджи
- Reveal Me (2019)
  - Find Me (2019) – комбинирано издание, съдържащо новелите Shadow Me и Reveal Me

- Believe Me (2021)

### Серия „Освен това“ (Furthermore)
- Furthermore (2016)
Отвъдземя, изд.: „Orange books“, София (2017)
- Whichwood (2017)

### Серия „Това изтъкано кралство“ (This Woven Kingdom)
1. This Woven Kingdom (2022)
2. These Infinite Threads (2023)

### Самостоятелни романи
- A Very Large Expanse of Sea (2018)
- An Emotion of Great Delight (2021)